# Liris Sol Velásquez
Liris Sol Velásquez   (Veneçuela, segle XX) és un política veneçolana que va ser membre de l'Assemblea Nacional per al Partit Socialista Unit de Veneçuela (PSUV) i per a l'estat Bolívar. Va ser membre de la Comissió parlamentària permanent de la família i també va treballar a l'alcaldia del municipi Caroní.